# 에스파냐 노동공산당
에스파냐 노동공산당(스페인어: Partido Comunista de los Trabajadores de España, PCTE)은 2019년 에스파냐 인민공산당으로부터 분리되어 만들어졌다.